# Der göttliche Funke
Der göttliche Funke. Der schöpferische Akt in Kunst und Wissenschaft ist ein 1966 erschienenes philosophisch-psychologisches Sachbuch von Arthur Koestler, in dem er versucht, die Vorgänge zu erklären, die der Kreativität in Witz und Humor, in der Wissenschaft und in der Kunst zugrunde liegen. Die vom Autor bearbeitete deutsche Fassung enthält nicht das „Zweite Buch“ des englischen 1964 erschienenen Originals The Act of Creation; die dortigen Theorien über „innerhalb der gesamten organischen Hierarchie“ (S. 9) wirksame Grundprinzipien gingen in überarbeiteter Form in sein nächstes Buch Das Gespenst in der Maschine ein.

## Inhalt

### Erster Teil: Der Spaßmacher
Im ersten Teil nimmt Koestler als Einstieg in seine allgemeine Theorie das Komische als Ausgangspunkt. Anhand einschlägiger Anekdoten erläutert er seine Grundbegriffe, wie diesen auf S. 26: „Ein Sträfling spielte mit seinen Wärtern Karten. Als sie ihn beim Mogeln ertappten, warfen sie ihn aus dem Gefängnis heraus.“
Ausgangspunkt ist der Begriff Matrix. Diese wird als ein System verstanden, das „durch einen Code fixer Spielregeln geregelt wird“ (S. 28), wobei der zweite Begriff sowohl auf „Kodex“ (im Sinne einer „Sammlung von Regeln, wie die Verkehrsordnung oder das Strafgesetzbuch“, S. 30) wie auch auf „Code“ (wie bei den Schlüsselsignalen im Nervensystem oder im genetischen Code) anspielt. Diese bilden eine „ganze Hierarchie von flexiblen Systemen mit fixen Spielregeln“ (S. 35), aus der sich unsere Gewohnheiten konstituieren. Während nun gewöhnliche Assoziationen innerhalb eines solchen Systems ablaufen, kommt es bei der schöpferischen Verbindung zweier Systeme mit widersprüchlichen Codes zu einer Bisoziation, einem „Erfassen einer Situation oder Idee L in zwei in sich geschlossenen, aber gewöhnlich nicht miteinander zu vereinbarenden Bezugssystemen M1 und M2“.
In obiger Geschichte geraten zwei konventionelle Regeln, die in sich konsistent sind („Verbrecher werden durch Einsperren bestraft“ und „Falschspieler werden durch Hinauswerfen bestraft“) in Widerspruch; ein weiteres Beispiel liefert folgende Geschichte von Nicolas Chamfort (S. 23):

„Chamfort erzählt die Anekdote von einem Marquis am Hofe Ludwigs XIV., der, als er in das Boudoir seiner Frau trat und sie in den Armen eines Bischofs fand, gelassen zum Fenster ging und anfing, die Leute auf der Straße unten zu segnen.
‚Was tut ihr da?‘ rief die geängstigte Frau.
‚Monsignore vollziehen meine Pflichten‘, entgegnete der Marquis, ‚also vollziehe ich die seinen.‘“

Hier ist es die Logik der Arbeitsteilung, die völlig unerwartet in eine Handlung einbricht, von der man vermutete, dass sie sich nach einer ganz anderen Logik entwickeln werde.
Ein weiteres Beispiel für eine Quelle der Komik sei der Gegensatz zwischen Mensch und Maschine, der Zusammenprall von „subtilem Geist und träger Materie“ (S. 37), den Henri Bergson in seinem Werk Das Lachen als Wesen des Komischen ansah. Koestler weist jedoch darauf hin, dass zum einen dieser Kontrast bei weitem nicht allen Formen der Komik zugrunde liegt und dass er zum anderen sehr wohl auch Gegenstand wissenschaftlicher Untersuchungen oder künstlerischer Bearbeitung werden kann.
Was ist nun das Eigentümliche am Humor, dass er im Gegensatz zu Wissenschaft und Kunst eine ganz bestimmte physiologische Reaktion, das Lachen, auslöst? Koestler zufolge entladen sich beim Lachen Affekte (eine Auffassung, die der ähnelt, die Sigmund Freud in Der Witz und seine Beziehung zum Unbewussten vertrat). Während es unserem Verstand keine Schwierigkeiten bereitet, von einer Matrix in die andere überzuwechseln, können gewisse Affekte „auf Grund ihres größeren Beharrungsvermögens solchen behenden Gedankensprüngen nicht folgen; von der Vernunft im Stich gelassen, entweichen sie über die Kanäle des geringsten Widerstandes und werden durch Lachen abreagiert“ (S. 93). Es handelt sich hierbei um Affekte des „selbstbehauptenden, aggressiv-defensiven“ Typs, deren Pendant die „partizipatorischen“ oder „selbsttranszendierenden“ Affekte sind. Deshalb müsse „selbst in den subtileren und liebevolleren Spielarten des Humors […] ein Tropfen Aggressivität“ vorhanden sein (S. 93).
Koestler untersucht nun verschiedene Spielarten des Humors und weist an ihnen die Bisoziation zweier geistiger Ebenen auf. Besonderes Augenmerk legt er auf die „drei Hauptkriterien der sachgerechten Methode des Komischen“ (S. 78): „Originalität“ (in dem Sinne, dass ein Überraschungseffekt erzielt wird), „Emphase“ (die durch Auswahl, Übertreibung und Vereinfachung erreicht wird) und „Sparsamkeit“ (die das Publikum zum Extrapolieren, Interpolieren oder Transponieren veranlasst). Den Abschluss des ersten Teils bilden einige Überlegungen zum Übergang des Humors zum Bereich der Erkenntnis und der künstlerischen Gestaltung, bei der es keine scharfen Trennunglinien, sondern nur allmähliche Übergänge gibt. In Satire und Ironie nimmt der Witz „allmählich den Charakter eines Epigramms oder Rätsels an, einer intellektuellen Herausforderung“, und manchmal können Gesellschaftssatiren (wie 1984 und die Farm der Tiere) Erkenntnisse besser vermitteln als theoretische Wissenschaften.

### Zweiter Teil: Der Wissenschaftler
Zu Beginn des zweiten Teils überträgt Koestler das Schema aus dem ersten Teil auf Situationen, in denen die Lösung eines Problems angestrebt wird, die außerhalb des Bezugssystems M1 liegt. Die Matrix ist „blockiert“, und das Ziel kann nur erreicht werden, indem eine zweite Matrix M2 ins Spiel kommt. Koestler veranschaulicht das zum einen anhand der von Wolfgang Köhler untersuchten Schimpansen, die, um eine Banane außerhalb ihres Käfig zu erreichen, einen Stock als Werkzeug einsetzen müssen oder einen Ast von einem Baum abbrechen müssen, der diese Funktion erfüllt – zum anderen anhand von Archimedes, der das nach ihm benannte Prinzip der Auftriebskraft entdeckte, als er im Bad über das Problem nachgrübelte, die Zusammensetzung einer vermeintlichen Goldkrone zu bestimmen. Entdeckungen dieser Art nennt Koestler Heureka-Vorgänge. Um solche Probleme zu lösen, ist eine gewisse „Reife“ erforderlich – eine „biologische“ Reife (wie bei den Schimpansen), eine „Reife der Kultur“ (was erklärt, dass wissenschaftliche Entdeckungen oft parallel geschehen) und der persönliche Faktor: „die Rolle des schöpferischen Menschen, der die Synthese zustande bringt, für die die Zeit mehr oder weniger reif ist“ (S. 108f).
Notwendig ist eine vorausgegangene Anstrengung, bei der die Konzentration auf das Problem die gesamte Psyche durchdringt, bis „schließlich der Zufall oder die Intuition die Verbindung zu einer völlig anderen Matrix herstellt“ (S. 120). „Der schöpferische Akt schafft nicht aus dem Nichts – er deckt auf, wählt aus, mischt, kombiniert, bildet Synthesen aus bereits vorhandenen Tatsachen, Vorstellungen und Fertigkeiten.“ (S. 120)
Im Folgenden verdeutlicht das Koestler an drei Beispielen:
- der Erfindung des Buchdrucks durch Johannes Gutenberg, der das Keltern von Wein mit einer Spindelpresse und die Abdrücke, die mit einem Siegel angefertigt werden, bisoziierte,
- die Entdeckung der Gesetze der Planetenbewegung durch Johannes Kepler, den seine Vorstellungen über eine Analogie zwischen Sonnensystem und göttlicher Dreifaltigkeit dazu brachten, eine Bisoziation von Astronomie und Physik zu bewerkstelligen, und
- die Geschichte der Evolutionstheorie, bei der sowohl Charles Darwin wie auch Alfred Russel Wallace die Ideen von Thomas Robert Malthus mit der Fragestellung bisoziierten, wie eine Zucht ohne Züchter vor sich gehen kann, und so unabhängig voneinander das Prinzip der Selektion entdeckten.

Ausführlich geht Koestler nun auf die psychischen Prozesse ein, die der Bisoziation behilflich sind. Eine zentrale Rolle spielt das „Wegdenken“, wie es der französische Philosoph Paul Souriau genannt hat („Pour inventer il faut penser à côté“) und das Unbewusste. Die Rolle des letzteren besteht zum einen darin, die Empfänglichkeit des Geistes für potentielle Lösungen des Problems zu erhöhen, zum anderen darin, Formen der Gedankenbildung ins Spiel zu bringen, die nicht den strengen Spielregeln der Logik unterworfen sind (S. 177):

„Ein zeitweiliger Verzicht auf bewusste Kontrolle befreit den Intellekt von Beschränkungen, die notwendig sind, um die ausgebildeten Routinen unseres Denkens aufrechtzuerhalten, andererseits aber den schöpferischen Aufschwung hemmen können. Gleichzeitig werden auf primitiveren Stufen der geistigen Hierarchie andere Formen der Gedankenbildung aktiviert.“

Solange die Assoziationen so ablaufen, wie es Francis Galton beschrieben hatte („die den schon in Audienz befindlichen nächstverwandten Gedanken werden in mechanisch-logischer Weise aus dem Vorzimmer gerufen“), kann der Sprung aus dem Bezugssystem nicht gelingen, und selbst die Annahme von Henri Poincaré, die „Elemente unserer künftigen Kombinationen“ würden im „unterschwelligen Ich“ zusammenprallen und das Bewusstsein würde die passenden auswählen, ist nicht zufriedenstellend. Das Auftauchen einer neuen Einsicht sei jedoch ein „Akt der Intuition“, vergleichbar mit der künstlerischen Inspiration, wie sie etwa Samuel Taylor Coleridge für die Entstehung seines Gedichts Kubla Khan  beschrieben hat. Koestler zufolge tritt die vermittelnde Tätigkeit des Unbewussten zutage in der „Substitution vager visueller Vorstellungen für präzise verbale Formulierungen“ (ein Paradebeispiel dafür ist die Studie von Jacques Hadamard über die Psychologie der mathematischen Entdeckung). Des Weiteren zeigen sich in der Bisoziation „Symbolisierung, Konkretisierung und Darstellung; Verlagerung der Emphase, Umkehrung der Logik, das Aufspüren verborgener Analogien“ (S. 226) – geistige Tätigkeiten, die denen im Traum und Tagtraum ähneln.
Koestler wendet sich nun der Frage zu, ob sich die Synthese tatsächlich als brauchbar herausstellt. Hier gibt es ein Spektrum von falschen oder voreiligen Synthesen über solche, deren eigentliche Bedeutung dem Urheber selbst nicht klar ist, und solchen, die auf Grund verschiedener Erfahrungen verschmelzen, bis hin zu denjenigen, die eine plötzliche Erleuchtung darstellen. Des Weiteren zeigt er anhand der Wissenschaftsgeschichte auf, dass die Evolution der Ideen nicht nur Parallelen zur biologischen Evolution aufweist, sondern dass in ihr sich auch Prozesse abspielen, die denen im Individuum vergleichbar sind. Das letzte Kapitel im zweiten Teil beschäftigt sich mit den Affekten, von denen die Wissenschaftler geleitet werden. Hier sieht er eine Sublimierung sowohl der selbstbehauptenden wie auch der selbsttranszendierenden Tendenzen am Werk. Abschließend wird aus der Originalität, Emphase und Sparsamkeit, die in der wissenschaftlichen Arbeit ebenso wie im Humor und in der Kunst eine Rolle spielen, ein Plädoyer für eine lebendigere Pädagogik in der Vermittlung der Wissenschaft abgeleitet.

### Dritter Teil: Der Künstler
Im ersten Abschnitt des dritten Teils (Die partizipatorischen Emotionen) vertieft Koestler seine Theorie der Emotionen, indem er nun, parallel zu seiner Untersuchung des Lachens im ersten Teil, eine über das Weinen entwickelt. Dieses ist ein „Abfuhrreflex für ein Zuviel an partizipatorischen Emotionen“ (nämlich Verzückung, Trauer, Freude, Sympathie, Selbstmitleid), „so wie das Lachen ein Ventil für einen Überschuss an selbstbehauptenden Emotionen ist“ (S. 329). Beide Arten von Emotion wurzeln wiederum „in der hierarchischen Ordnung des Lebens, wo jedes Sein die beiden Eigenschaften der Teilheit und der Ganzheit hat und dementsprechend die beiden Möglichkeiten, sich wie ein autonomes Ganzes oder wie ein abhängiger Teil zu verhalten“ (S. 329).
Der zweite Abschnitt (Schöpfung im Wort) beschäftigt sich mit der Kreativität im Bereich der Literatur. Ausgangspunkt ist die Illusion, die sowohl die Zuschauer in einem Theater oder Kino wie auch die Leser eines Romans in ihren Bann zieht. Die „Verlagerung von Interesse und Empfinden in eine andere Zeit und an einen anderen Ort“ (S. 336) bewirkt als selbsttranszendierender Akt eine Zurückdrängung der selbstbehauptenden Tendenzen und damit eine Katharsis (auch im psychologischen Sinn). Ihre Wurzeln hat die Illusion in der durch Magie hervorgerufenen participation mystique; ein Beispiel dafür ist die Tragödie (wörtlich „Bocksgesang“), die aus Riten zu Ehren des Dionysos entstand. Ebenfalls in der archaischen Psyche wurzeln Rhythmus und Reim, Assonanz und Wortspiel, mit deren Hilfe der Dichter Klang und Sinn bisoziiert. Metaphern entstehen mittels eines Prozesses, der dem einer wissenschaftlichen Entdeckung ähnelt: „durch das Erkennen einer Analogie, die bis dahin nicht gesehen wurde“ (S. 381). Ihre ästhetische Wirkung hängt vom Affektpotential der beteiligten Bezugssysteme ab; ein Beispiel dafür sind synästhetische Querverbindungen, für die Menschen unterschiedlich empfänglich sind. Das höchste Affektpotential besitzen archetypische Vorstellungsbilder, die zu einer „Erdung“ des Affekts, einer Verknüpfung des Zeitlichen mit dem Ewigen führen. Hier gibt es einen fließenden Übergang vom Künstler zum Wissenschaftler, der Einzelerscheinungen mit Universalgesetzen in Beziehung bringt – von der Subjektivität des Schönen zur Objektivität des Wahren. Eine weitere Parallele zu den bisher untersuchten Formen der Kreativität ergibt sich durch die entscheidende Rolle, die Originalität, Emphase und Sparsamkeit in der literarischen Schöpfung spielen. Es folgen einige Betrachtungen zur Charakterisierung literarischer Figuren. Das dem Leser suggerierte Bild, das diesem eine Identifikation ermöglicht, ist „im wesentlichen nach den gleichen Prinzipien konstruiert wie die Vorstellung, die wir von realen Menschen haben“ (S. 386) – mittels einer Vielzahl von Allgemeineindrücken und hervorstechenden Details. Die Handlung eines Dramas oder Romans ergibt sich nun aus den Konflikten, in die diese Figuren verwickelt werden. Anders als in der Wissenschaft werden die daraus resultierenden Bezugssystem nicht verschmolzen, sondern gegenübergestellt; während die Wissenschaft dem Logos zustrebt, wendet sich die Kunst zur Urquelle des Archetypus zurück. Der Abschnitt schließt mit einer Reflexion über die archetypische Handlung von „Tod und Wiedergeburt“, die der biblischen Erzählung von Jona zugrunde liegt. Hier findet sich eine jener Überschneidungen der Ebenen des Tragischen und des Trivialen, durch die laut Koestler „das Schöpfertum seine höchste Vollendung findet“ (S. 405).
Im dritten Abschnitt (Schöpfung im Bild) wendet sich Koestler der Kreativität im Bereich der Bildenden Kunst zu. Die bisoziativen Prozesse, die dem ästhetischen Erlebnis in diesem Gebiet zugrunde liegen, lassen sich schwer durch Worte erfassen, weil sie nahezu gleichzeitig ablaufen. Ihre Grundstufe ist zwar die Illusion; jedoch ist selbst diese keine reine „Naturtreue“, da das Kunstschaffen von zwei Umwelten abhängt – von der Außenwelt, die das Motiv liefert, und von dem Medium (etwa der Leinwand), mit dem gearbeitet wird. Die Aufgabe des Künstlers ist es nun, eine Verbindung zwischen der „begrenzten Möglichkeiten des Mediums“ und den „individuellen Verschiedenheiten der Sehweisen“ (S. 414) herzustellen. Letztere hängen sowohl von den unbewussten Schlussfolgerungen ab, von denen die Wahrnehmung durchsetzt ist, wie auch von den kulturell bedingten Formeln und Konventionen. Die Originalität des Genies besteht nun „in der Verlagerung der Aufmerksamkeit auf bis dahin übersehene, vernachlässigte Aspekte; darin, dass er (…) neue Beziehungen zwischen Motiv und Medium entdeckt“ (S. 437). Das ästhetische Erleben lässt sich nicht alleine auf eine Gefälligkeit der Sinnenreize zurückführen; wie bei den Konsonanzen und Dissonanzen in der Musik ist es das Wechselspiel von Anziehung und Abstoßung, das den Eindruck einer Einheit in der Vielheit hervorruft. Die ins Spiel kommenden Bezugssysteme müssen eine ansteigende Gradiente bilden, um eine „geistige Erleuchtung“ hervorzurufen, der eine „emotionale Katharsis“ folgt (S. 427). Wechselwirkungen zwischen unterschiedlichen Perioden, Kulturen und Wissensbereichen können Bisoziationen großen Stils auslösen, in deren Folge die Kunst kumulativ fortschreitet (wie etwa im Italien der Renaissance), bis es zu den „ungleich längeren Perioden der Stagnation, der Einseitigkeit, des Manierismus und der Wirklichkeitsentfremdung“ (S. 442) kommt. Wie die Wissenschaft und die Karikatur arbeitet die Kunst mit selektiver Emphase und Sparsamkeit. Abschließend geht Koestler auf das Problem des Snobismus in der ästhetischen Würdigung ein. Ausgangspunkt sind die Kunstfälschungen von Lothar Malskat in der Lübecker Marienkirche. Diese und andere Fälschungen, die sogar von Kunstexperten für echt gehalten wurden, zeigen, dass Genialität in der Kunst nicht in Perfektion, sondern in der Originalität beruht, die neue Gebiete erschließt und zum Allgemeinbesitz macht. Unsere Beurteilung von Kunstwerken ist kein einheitlicher Akt, sondern ist „Störungssystemen“ ausgesetzt. Ein Beispiel dafür ist die „persönliche Ausstrahlung“, die uns bei einem Gegenstand anzieht, der mit einer bedeutenden Person in Verbindung stand. Ein anderes resultiert aus unserem Bemühen, ein Kunstwerk im Zusammenhang seiner jeweiligen Epoche zu betrachten; sobald dieser Rahmen wichtiger wird als das Bild, führt diese „ästhetische Zweigleisigkeit“ zu einer Verfälschung unserer Wertmaßstäbe. Snobismus ist also „das Ergebnis der Verschmelzung zweier voneinander unabhängiger Wertsysteme, die nach Ursprung und Wesen gesondert, im Geist des Betreffenden jedoch unentwirrbar miteinander verquickt sind, was zu einer Konfusion der Wertmaßstäbe führt“ (S. 457). Während „Gelächter durch den Zusammenprall zweier fremder Bezugssysteme ausgelöst wird, Entdeckung durch ihre Verschmelzung und ästhetisches Erleben durch ihre Gegenüberstellung“, ist Snobismus „ein Mischmasch von Bezugssystem, die Anwendung der Regeln eines Spiels auf ein anderes“ (S. 456).

### Anhänge
In Anhang I: Von Bernstein und Magneten wird in einem kurzen Abriss die Geschichte der bisoziativen Entdeckungen geschildert, die bei der Erforschung des Magnetismus und der Elektrizität zu den Theorien des Elektromagnetismus führten.
In Anhang II: Eigentümlichkeiten des Genies spürt Koestler die selbsttranszendierenden Tendenzen in den Motivationen einiger bedeutender Wissenschaftler auf: Kopernikus, Tycho Brahe, Galileo Galilei, Johannes Kepler, Isaac Newton, Benjamin Franklin, Michael Faraday, James Clerk Maxwell, Charles Darwin und Louis Pasteur. Weitere allgemein anzutreffende Züge sind Frühreife, eine Mischung aus Skepsis und Leichtgläubigkeit, die dazu führt, dass sich die Neugier nicht mit gängigen Erklärungen abspeisen lässt, die Fähigkeit, abstrakte und konkrete Denkweisen zu kombinieren, und eine vielfältige Veranlagung.

## Stellung in Koestlers Werk
Einige dieser Gedankengänge hatte Koestler schon in einem 1949 erschienenen Buch namens Insight and Outlook skizziert; zu diesem Zeitpunkt jedoch lag der Schwerpunkt seines Schaffens in der politischen Schriftstellerei. Mitte der 1950er Jahre entschied er sich, seine psychologischen und philosophischen Gedanken zu entwickeln. Die neue Schaffensperiode wurde durch Die Nachtwandler eingeleitet, eine wissenschaftsgeschichtliche Darstellung des Übergangs vom geozentrischen zum heliozentrischen Weltbild in der Astronomie; viele der dortigen Betrachtungen über den Prozess der wissenschaftlichen Entdeckung gingen in das nachfolgende Werk Der göttliche Funke ein.
Die hier behandelten Themen sollten für Koestler weiterhin bestimmend sein, vor allem für seine Bücher Das Gespenst in der Maschine und Der Mensch, Irrläufer der Evolution. Wie wichtig es für Koestler war, Kunst und Wissenschaft zueinander zu führen, zeigt sich in der Rede, die er auf dem PEN-Kongress von 1976 hielt.

## Ausgaben
- The Act of Creation. Arkana Books, London 1989, ISBN 0-14-019191-7 (Nachdr. d. Ausg. New York 1964).
- Der göttliche Funke. Der schöpferische Akt in Kunst und Wissenschaft (Das moderne Sachbuch; Bd. 78). Vom Autor redigierte und autorisierte Fassung. Übertragung aus dem Englischen von Agnes von Cranach & Willy Thaler. Scherz, Bern/München/Wien 1966